# Zilveren zwaan

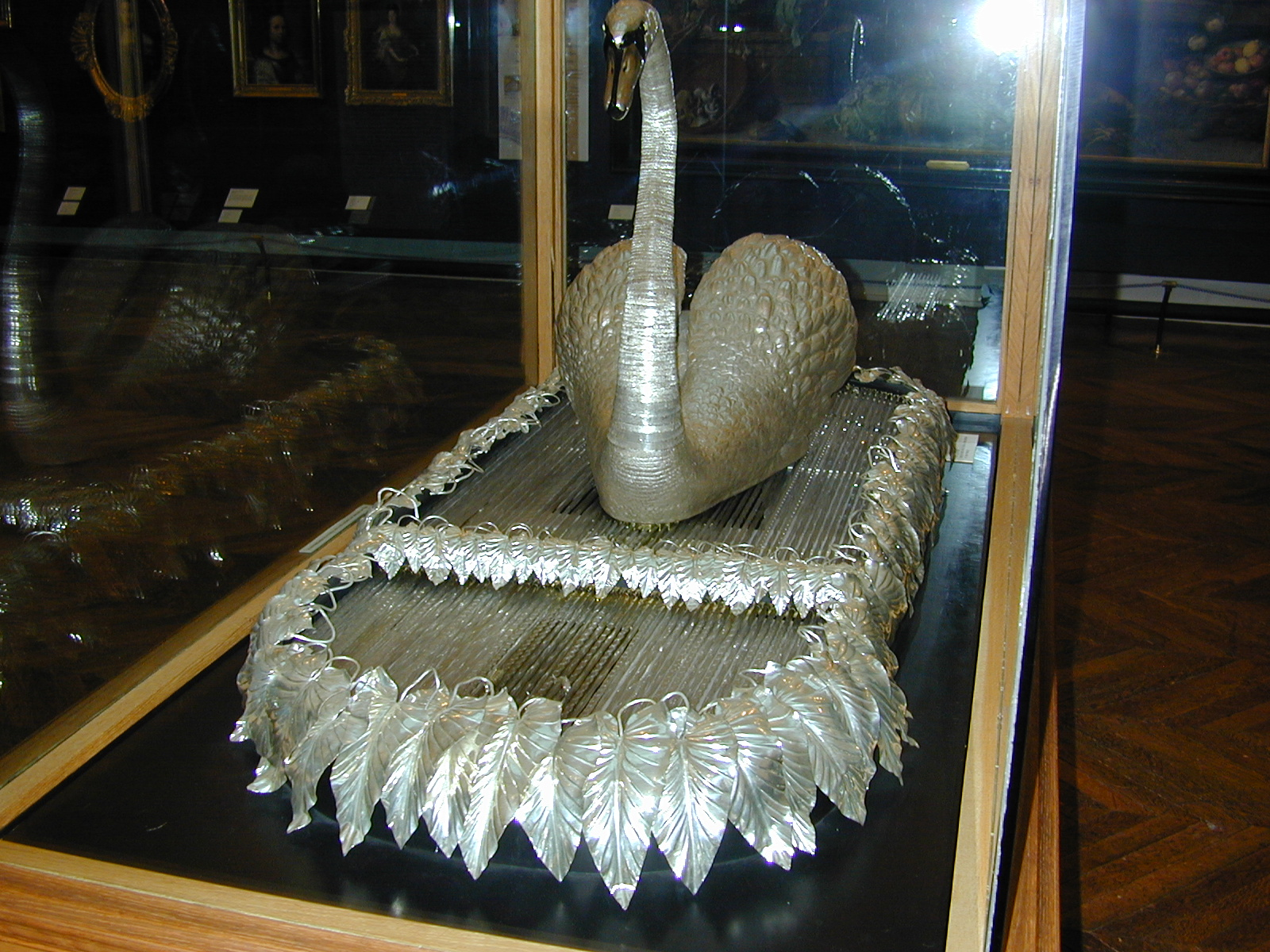
De zilveren zwaan

De zilveren zwaan is een automaton en uurwerk uit de 18e eeuw en is te zien in het Bowes Museum in het Engelse Barnard Castle.

## Werking
De zwaan is een uurwerk en een muziekdoos. De zwaan zwemt in een stroom gemaakt uit glazen buizen die omringd is door zilveren bladeren. In de stroom kan men kleine visjes zien zwemmen. Als het uurwerk opgewonden wordt begint de muziek te spelen en draaien de glazen buizen. Hierdoor krijgt men de illusie dat het water stroomt. De zwaan draait zijn hoofd van links naar rechts en buigt voorover om een vis te vangen. (Bij gebrek aan planten eet een zwaan ook wel kleine vissen zoals voorns). De gehele voorstelling neemt 40 seconden in beslag. In het Bowes Museum kan men dit slechts eenmaal per dag bewonderen om zo het mechanisme te sparen.
Men gaat ervan uit dat de Belgische uitvinder Jean-Joseph Merlin (1735-1803) de maker is van de zilveren zwaan. James Cox was de eerste eigenaar. De zwaan veranderde meermaals van eigenaar en stond ook op de wereldtentoonstelling van 1867 te Parijs.
De zwaan staat beschreven in een Act of Parliament van het Britse Parlement uit 1773 als een automaat van 3 voet (0,91 m) in diameter en 18 voet (5,49 m) hoog. Hierdoor blijkt dat de huidige zwaan ooit deel uitmaakte van een groter geheel. Men vermoedt dat er achter de zwaan een waterval stroomde die echter gestolen werd.